# Funzione di probabilità
Nella teoria della probabilità, la funzione di probabilità {\displaystyle p_{X}(x)}, o funzione di massa di probabilità, o densità discreta di una variabile casuale discreta {\displaystyle X} è una funzione di variabile reale che assegna ad ogni valore possibile di {\displaystyle X} la probabilità dell'evento elementare {\displaystyle (X=x)}.
Nel caso in cui la variabile casuale {\displaystyle X} sia continua, cioè l'insieme dei possibili valori ha la potenza del continuo, allora tale probabilità è sempre nulla. Nel caso continuo si utilizza pertanto la funzione di ripartizione e la sua derivata, la funzione di densità di probabilità.

## Definizione
Data una variabile casuale discreta {\displaystyle X:S\rightarrow \mathbb {R} }, la funzione di probabilità è la funzione
{\displaystyle p_{X}(x)=P(X=x)=P(\{s\in S:X(s)=x\}).}
che associa ad ogni valore {\displaystyle x} assunto dalla variabile casuale {\displaystyle X} la probabilità che la variabile {\displaystyle X} assuma esattamente quel valore. Inoltre, deve essere soddisfatta la seguente equazione: {\displaystyle \Sigma _{i=1}^{\infty }p_{X}(x_{i})=1}

Per estendere tale definizione a tutta la retta reale, si assume che per ogni valore {\displaystyle x} che {\displaystyle X} non può assumere (cioè non contenuto nel supporto di {\displaystyle X}) essa vale 0, cioè:
{\displaystyle p_{X}:\mathbb {R} \longrightarrow [0,1],\,p_{X}(x)={\begin{cases}P(X=x),&x\in S,\\0,&x\in \mathbb {R} \backslash S.\end{cases}}}
Dato che {\displaystyle S}, il supporto di {\displaystyle X}, è un insieme numerabile, la {\displaystyle p_{X}(x)} è una funzione nulla quasi ovunque.
Nel caso di variabili multivariate discrete (cioè con supporto un sottoinsieme discreto di {\displaystyle \mathbb {R} ^{n}}) {\displaystyle X=(X_{1},X_{2},...,X_{n})}, la funzione di probabilità congiunta è definita come segue:
{\displaystyle p_{X}(x_{1},x_{2},\ldots ,x_{n})=P((X_{1}=x_{1})\cap (X_{2}=x_{2})\cap \ldots \cap (X_{n}=x_{n}))}
Il secondo membro spesso, per comodità di notazione, si scrive più semplicemente {\displaystyle P(X_{1}=x_{1},X_{2}=x_{2},...,X_{n}=x_{n})}
La funzione di probabilità marginale della i-esima componente si ricava grazie al teorema della probabilità assoluta. Sia n=2 per semplicità; allora da {\displaystyle (X=t)=(X=t)\cap \Omega } ne deriva
{\displaystyle p_{X}(t)=P(X=t,Y\in \mathbb {R} )=\sum _{y\in R_{Y}}P(X=t,Y=y)}

## Relazioni con la funzione di ripartizione
Se indichiamo con {\displaystyle F_{X}} la funzione di ripartizione di {\displaystyle X}, allora:
- {\displaystyle p_{X}(x)=F_{X}(x)-F_{X}(x^{-})}, dove con {\displaystyle F_{X}(x^{-})} si indica il limite sinistro della FX in x.

Da ciò si deduce che, se {\displaystyle X} è una variabile casuale continua, tale valore è nullo in ogni punto, poiché la sua funzione di ripartizione è continua. Dunque ha senso definire tale funzione solo per variabili aleatorie discrete.
- {\displaystyle F_{X}(x)=\sum _{\xi \leq x}p_{X}(\xi )}

## Un caso molto particolare di densità
La funzione di probabilità può essere pensata come una densità, cioè in termini integrali, grazie all'approccio assiomatico di Kolmogorov che si basa sulla teoria della misura: se si pensa infatti di munire lo spazio campionario {\displaystyle \mathbb {R} } della misura del conteggio (counting measure in inglese) {\displaystyle c} risulta:
{\displaystyle P(X\in A)=\sum _{x\in A}p_{X}(x)=\sum _{x\in A}p_{X}(x)\cdot 1=\sum _{x\in A}p_{X}(x)\cdot c(\{x\})=\int _{\bigcup _{x\in A}\{x\}}p(x)dc=\int _{A}p(x)dc}
cioè la funzione di probabilità risulta essere una densità rispetto alla misura del conteggio, diversa da quella di Lebesgue.
Questa osservazione permette innanzitutto di unificare, quando conveniente, le due grandi classi di variabili discrete e continue in un'unica trattazione in termini di densità (per una opportuna misura) e poi evita di far nascere problemi di natura teorica quando si vanno a considerare variabili casuali vettoriali del tipo {\displaystyle (X,Y)}, dove una delle due è discreta e l'altra è continua: basta fornire lo spazio campionario prodotto della misura {\displaystyle c\times \mu } (nel caso {\displaystyle X} discreta), dove {\displaystyle \mu } sarà l'usuale misura di Lebesgue.